# Prélude et fugue en ut dièse mineur (BWV 849)
Le Clavier bien tempéré I
Pour un article plus général, voir Le Clavier bien tempéré.

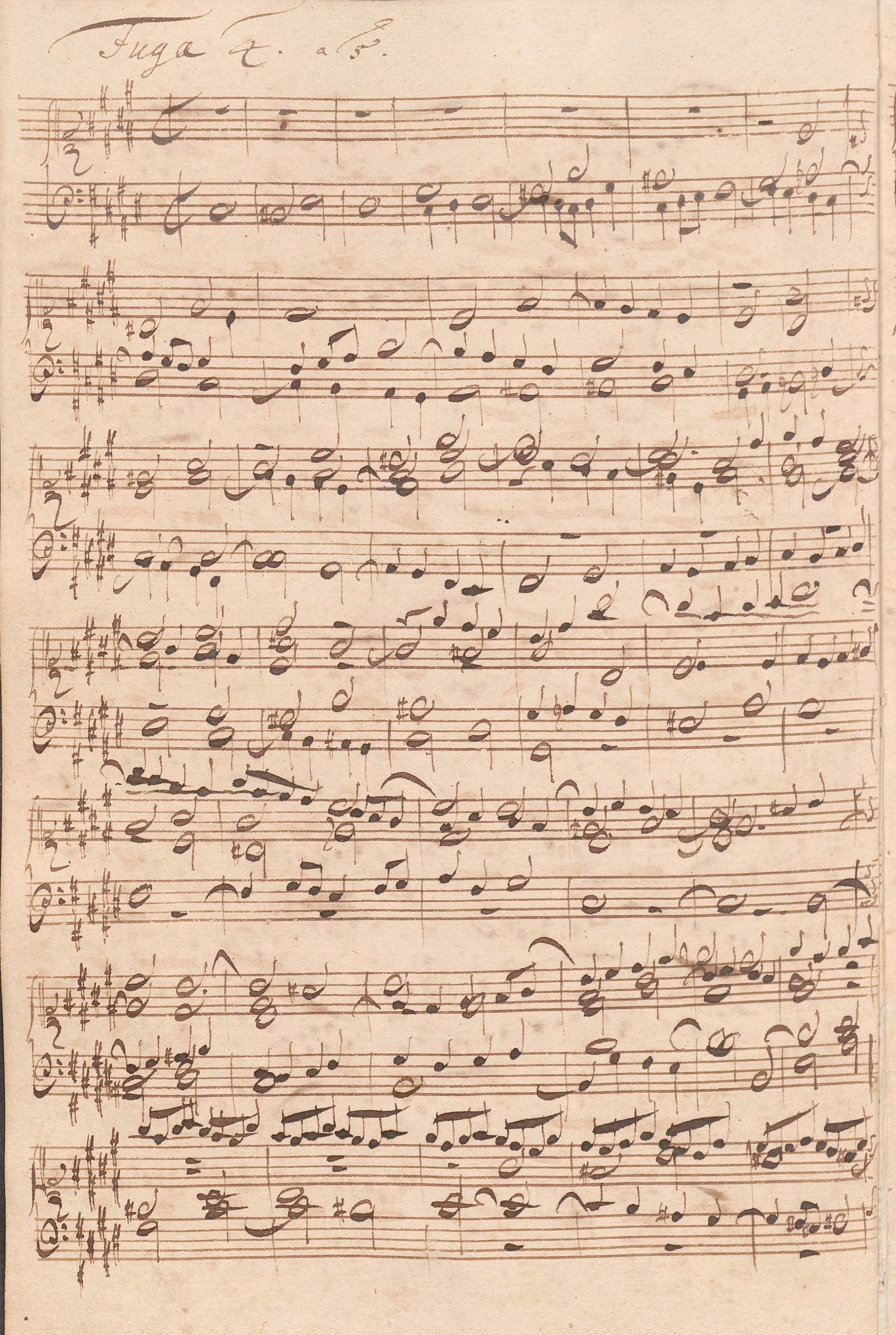
Première page de la fugue en ut dièse majeur, du manuscrit P 401 (Bibliothèque d'État de Berlin P 401, folio 9b).

Le prélude et fugue en ut dièse mineur (BWV 849) est le quatrième couple de préludes et fugues du premier livre du Clavier bien tempéré de Jean-Sébastien Bach, compilé vers 1722.
Le couple en ut dièse mineur est un des imposants sommets de l'œuvre pour clavier de Bach, le premier du cahier. Les deux pièces forment un ensemble d'une remarquable homogénéité, chacun évoquant la polyphonie vocale et le caractère sacré : le prélude est traité comme une méditation et la triple fugue à cinq voix, une des plus savamment structurées du recueil, le suprême aboutissement de l'ancien ricercare.

## Prélude
Il s'agit d'une des plus imposantes paires du recueil, notamment pour son immense fugue à cinq voix et « l'un des sommets de l'œuvre pour clavier de Bach. Les deux volets formant un ensemble remarquablement homogène ».
Le prélude, noté 
, comporte 39 mesures.
Il est traité comme « une sublime méditation dont le thème pourrait être celui de la Passion » et construit de manière semblable à celui en mi majeur (son relatif majeur), mais celui-ci est plus sophistiqué. Malgré son arioso plein de tensions émouvantes (au rythme de sicilienne .  ), c'est une pièce de texture polyphonique dans le style d'une invention : « chaque voix à son tour reçoit une part de ce flot mobile, ou au contraire attend, en valeurs longues, que le flux la rejoigne pour un accord frémissant, une sourde dissonance, une résolution apaisée ».
L'essentiel des ornements et appogiatures figure uniquement dans le manuscrit P 415.

## Fugue
Impossible de compiler le fichier d’entrée LilyPond :

```

```

La fugue à cinq voix, notée , est longue de 115 mesures, l'une des plus longues, des plus riches et une des plus élaborées du recueil. 
Bach s'est attaché ici à composer une œuvre monumentale dans la vieille tradition. Le Clavier bien tempéré ne comprend qu'une autre à cinq voix, la fugue en si bémol mineur. D'autres œuvres sont clairement réservées à de grands moments de la musique religieuse : Messe en si mineur (second Kyrie), Magnificat et motet BWV 227, « Jésus, ma joie ». Quant aux triples fugues, elles sont rares du temps de Bach et apparaissent deux fois seulement dans son œuvre d'orgue : fugue en ut majeur, BWV 547 et fugue mi-bémol majeur, BWV 552 — et est l'unique du présent recueil. Bach fera de même pour le second recueil, avec la fugue en fa-dièse mineur.
Elle est présentée comme une triple fugue (trois sujets) mais plus vraisemblablement, comme une fugue à deux contre-sujet obligés, notamment en raison du second qui est rarement utilisé.
Le sujet de cinq notes, parmi les plus courts dans les 48 fugues de l'œuvre, est un motif en chiasme, évoquant symboliquement la crucifixion. Présent depuis Josquin des Prés dans les partitions, ce motif symbolique est utilisé notamment dans le Crucifixus d'une messe de Kerll, par Muffat (Sonate II de l’Armonico tributo), dans les Sonates du Rosaire de Biber, par Corelli (Grave de l'opus 6 no 3) et bien sûr chez Bach : dans les passions de Jean et Matthieu. Si cette œuvre est sans texte et à destination profane, elle est enracinée dans le domaine sacré propre à l’art de Bach, chantre de la passion du Christ.
Le sujet offre des ressemblances avec le Recercar I de Frescobaldi, également décrit comme triple fugue. La mesure allabreve, en même temps que le sujet, évoquent l'écriture des ricercars du XVIIe siècle, notamment ceux de Froberger. Chez Bach, on l'a rapproché de la double fugue en fa pour orgue, BWV 540, au même stile antico. 
La pièce est articulée en trois sections. La première (mesures 1–34), sévère, d'une stricte écriture chorale en rondes, blanches et noires, voit l'exposition présenter le sujet et sa réponse dans une montée de la basse au soprano, avec une irrégularité pour l'alto (mesure 13). Elle conclut en mi majeur. La seconde, plus lumineuse, commence par le second divertissement en rosalie (mesure 35) et réserve dix combinaisons des trois sujets (le troisième entrant mesure 49). La dernière est introduite par l’entrée du sujet à la basse (mesure 73).
Le motif BACH apparaît (transposé) trois fois. La première en mouvement rétrograde (mesure 41, basse), puis à l’endroit, mesures 48 (soprano) et 64 (alto). Un autre, constitué d'une descendantes chromatique de blanches, est utilisé deux fois (mesures 69–72 et 102–105), toujours au soprano. 
Mesure 94, abandonnant le second sujet, Bach se lance dans une strette en imitations canoniques, où combattent le sujet et le troisième sujet, en martèlement trois fois répétés. Les dernières mesures font usage de la pédale une première fois puis une double pédale de tonique de quatre mesures (soprano, basse), laissant les voix intermédiaires conclure (l'alto chantant une dernière fois le sujet), jusqu'à la clarté d'une tierce picarde. La double pédale (outre globalement l'écriture vocale) évoque une destination à l'orgue, élément renforcé par la présentation du sujet dans un registre très grave de la mesure 73.
Le début du premier divertissement, où le second sujet en rosalie chante au soprano.

## Genèse

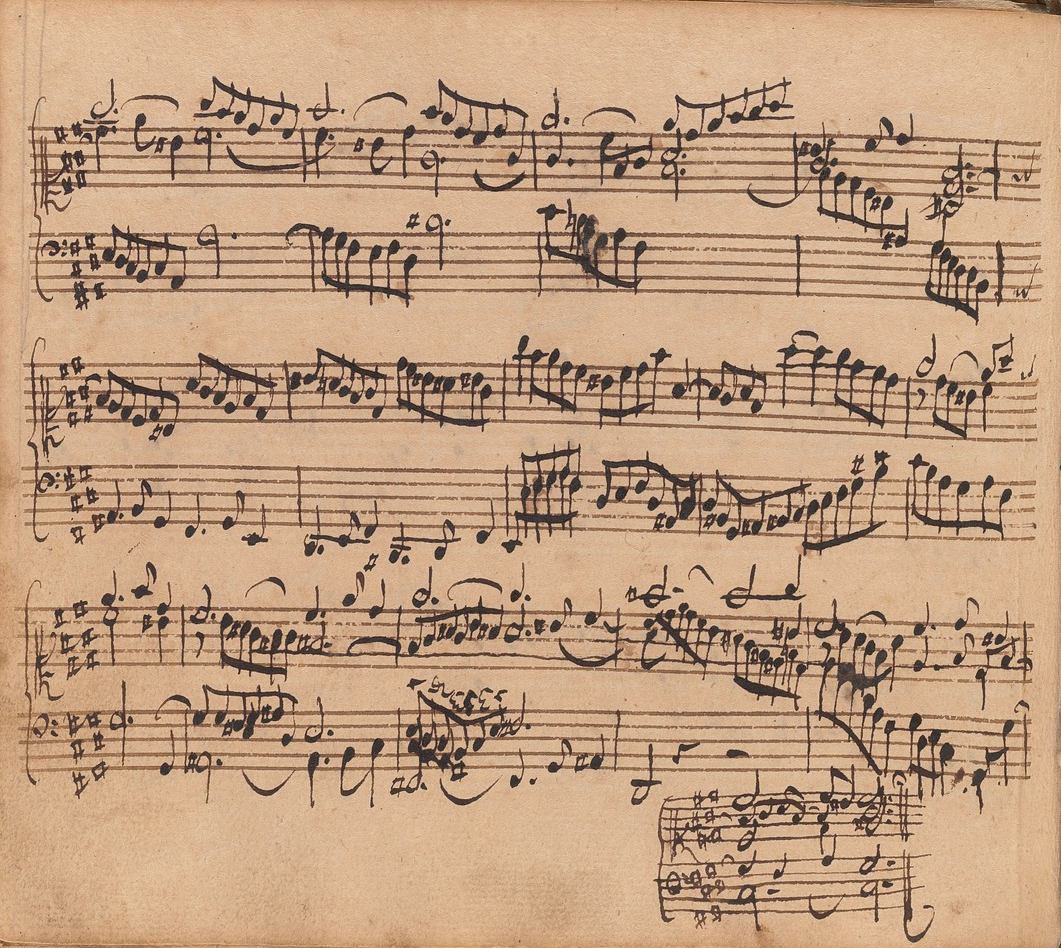
Dernières page du prélude BWV 849 dans la version du Clavierbüchlein pour Wilhelm Friedemann Bach (1720).

Le prélude figure dans le Clavierbüchlein (no 22). Il s'agit du quatrième et dernier parmi les tonalités complexes (ut  majeur, mi mineur, et fa mineur) et censé développer le jeu de manière expressive, après les premiers exercices.

## Postérité
Emmanuel Alois Förster (1748–1823) a arrangé la fugue pour quintette à cordes, interprété notamment par le Quatuor Emerson et Lawrence Dutton, alto et le Quatuor danois pour ECM (dans Prism III).
Théodore Dubois en a réalisé une version pour piano à quatre mains, publiée en 1914.